# Слоуфуд

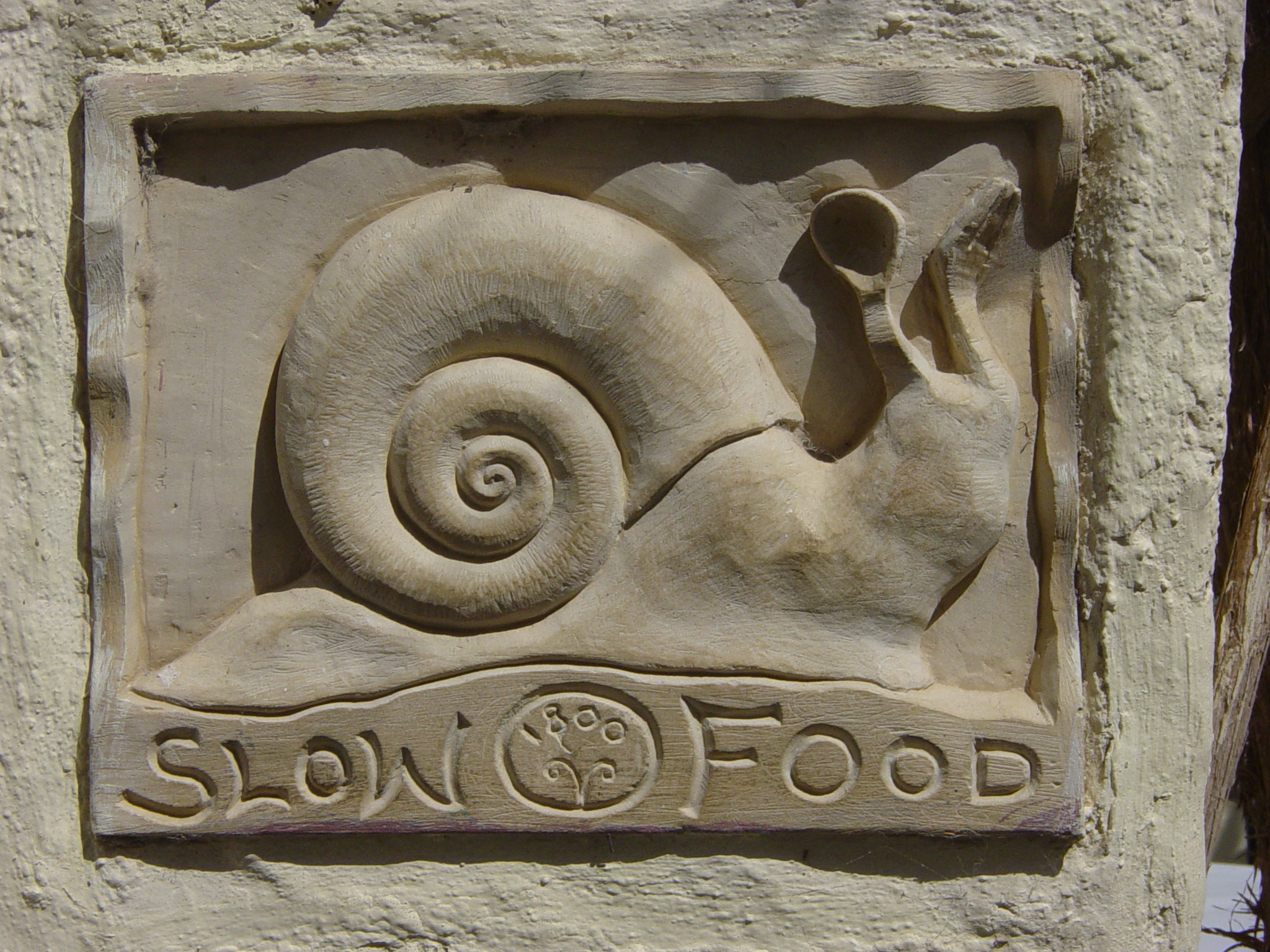
Вивіска ресторану «слоу-фуд» у Греції

Слоуфуд, Slow Food (англ. slow food — «повільна їжа») — це антиспоживацький рух, що сприяє місцевим продуктам та традиційній їжі. Був заснований Карло Петріні в Італії 1986 року, та з тих пір поширився світом. Позиціонується та промотується як альтернатива фаст-фуду, прагне зберегти традиційну та регіональну гастрономічну культуру. Рух заохочує розведення сільськогосподарських рослин, насіння та худоби, характерних для місцевої екосистеми та спрямований проти глобалізації сільськогосподарської продукції.

## Організація
Рух Slow Food розпочався в Італії з утворенням її попередницької організації Agricola в 1986 році, аби протистояти відкриттю Макдональдса біля Іспанських сходів у Римі.
|                                                                 | Фактично, це була маленька революція. Вони змусили величезну корпорацію поміняти свою подачу їжі. Фастфуд - це ж не тільки їжа, це філософія способу життя: швидкий темп, все усереднене, їжа перестає бути задоволенням, а стає паливом для організму. Італія - зовсім про інше. Там люблять свої продукти до глибини душі ... Зараз Macdonald's в цій країні використовує італійські продукти для італійців. Це те, чого домігся Slow Food, не пустивши компанію спочатку |
| — Юрій Ковриженко, активіст руху Slow Food в Україні, шеф-кухар | |

У 1989 році маніфест про заснування міжнародного руху Slow Food підписаний у Парижі, Франція, делегатами з 15 країн.
Організація «Slow Food» розширилася, залучаючи більш ніж 100 000 учасників, що мають філії в більш ніж 150 країнах світу.
Існує більше ніж 1300 місцевих організацій — конвівіумів (convivia).

## Історія
1986 — Slow Food створений в Італії після демонстрації протесту проти відкриття ресторану «Макдоналдс» на площі Іспанії в Римі.
1989 — Міжнародний рух Slow Food офіційно засновано в Парижі, підписаний Маніфест асоціації.
1990 — У Венеції пройшов Перший Міжнародний конгрес Slow Food. Видано перший гід «Osterie d'Italia», створений видавничий дім «Slow Food Editore».
1992 — Створено асоціацію Slow Food Німеччина.
1993 — Створено асоціацію Slow Food Швейцарія.
1996 — Slow Food провів перший Салон Смаку (Salone Del Gusto) в Турині, де був представлений проект Arc of Taste (Ковчег Смаку). Салон Смаку починає проводитися кожні два роки і стає однією з найважливіших виставок, присвячених стійким продуктам і дрібним виробникам, які захищають місцеві традиції харчування і якісні продукти.
1997 — Вперше в Бра, Італія, пройшла виставка «Cheese» — перший міжнародний ярмарок Slow Food, присвячений молочним продуктам. Захід проводиться кожні два роки.
2000 — Розпочав роботу охоронний проект «Президіа».
Створено асоціацію Slow Food США.
2001 — Створення Маніфесту на захист сирів з непастеризованого молока, що ознаменувало початок міжнародної кампанії «SlowCheese».
Slow Food Італія запустила освітній проект для дорослих — курси «Майстер Їжі» (Master of Food).
2003 — Заснований Фонд Slow Food для захисту біорізноманіття.
2004 — У Турині одночасно зі Салоном Смаку пройшла перша міжнародна зустріч продовольчих спільнот Терра Мадре (Terra Madre), в якій взяли участь близько 5000 делегатів зі 130 країн.
Університет Гастрономічних Науквідкритий в Полленцо, Італія, недалеко від штаб-квартири Slow Food.
У Генуї пройшов перший ярмарок «Slow Fish», присвячений сталому і ремісничому рибальству.
Створено асоціацію Slow Food Японія.
2005 — Slow Food в Бразилії організувало виставку Salão das Comunidades do Alimento — перший великомасштабний захід традиційних продуктів харчування.
2006 — Slow Food США створив Фонд допомоги Терра Мадре для підтримки продовольчих спільнот Луїзіани, які постраждали від урагану «Катріна».
Створено асоціацію Slow Food Велика Британія.
2007 — П'ятий Міжнародний конгрес Slow Food пройшов в Пуеблі, Мексика, за участю 600 делегатів з усього світу. У затвердженій на Конгресі Декларації Пуебла міститися зобов'язання продовжити шлях, розпочатий 18 роками раніше.
Перші регіональні зустрічі Терра Мадре пройшли в Бразилії і Білорусі.
У Монпельє, Франція, пройшов захід Vignerons d'Europe, що зібрав європейських виноробів для обговорення сталого виноробства.
У Штутгарті пройшла виставка «Markt des guten Geschmacks», організована Slow Food Німеччина.
Перша виставка Algusto пройшла в Більбао, Іспанія.
2008 — Британська газета The Guardian назвала Карло Петріні одним з «50 осіб, які можуть врятувати планету».
Мережа Терра Мадре провела національні зустрічі в Ефіопії, Нідерландах та Ірландії.
Slow Food США організувало масштабне святкування сталого харчування «Slow Food Nation» у Сан-Франциско.
Початок роботи міжнародної мережі фермерських ринків «Ринки Землі».
Створено асоціацію Slow Food Нідерланди.
2009 — Регіональні зустрічі Терра Мадре пройшли в Танзанії, Аргентині, Боснії і Герцеговині, Норвегії та Австрії.
У Франції організований фестиваль «Eurogusto» — свято кухні, смаку і культури, який об'єднує європейську мережу Slow Food.
Створюється Альянс кухарів і охоронних проектів Президії Slow Food, в рамках якого ресторани зобов'язуються використовувати місцеві продукти Президії.
Slow Food США розпочало роботу з поліпшення якості шкільних обідів: в рамках кампанії Time for Lunch було організовано 300 обідів в громадських місцях в День праці.
10 грудня був вперше відсвяткований День Терра Мадре в честь 20-річчя Slow Food. Біля 200 тисяч осіб з 150 країн об'єдналися на 1000 заходів для пропагування смачних, чистих і чесних продуктів харчування.
Починає працювати кампанія «SlowFish».
2010 — Регіональні зустрічі Терра Мадре проходять в Азербайджані, Бразилії, Канаді, Південній Кореї, Грузії та Казахстані.
У Болгарії пройшов перший захід Терра Мадре Балкани.
Учасники проектів Президії з усього Балканського півострова зустрілися на Фестивалі смаку Устіколіни в Боснії і Герцеговині.
Початок проекту «10000 садів в Африці».
2011 — Початок кампанії Європа «Slow», яка закликає європейські країни до проведення політики, спрямованої на забезпечення стійкості, захист біорізноманіття та підтримку дрібних фермерів.
Продовольчі спільноти аборигенних народів з усього світу зібралися на зустрічі Терра Мадре аборигенних народів, яка відбулася в шведському місті Йоккмокк.
Регіональні зустрічі Терра Мадре пройшли у Вірменії, Австрії, Південній Кореї, Криму, Японії, Росії та Швейцарії.
2012 — Президент Slow Food Карло Петріні виступив на Постійному форумі ООН з питань аборигенних народів в Нью-Йорку.
Карло Петріні виступив на Глобальному форумі з продовольчої безпеки та харчування під час Конференції ООН зі сталого розвитку Ріо + 20.
Slow Food об'єднався з іншими НУО та організаціями для проведення кампанії по поліпшенню Єдиної сільськогосподарської політики ЄС
2013 — Починає роботу проект ESSEDRA (Екологічно сталий соціально-економічний розвиток сільських районів) для складання карти продовольчого біорізноманіття на Балканах.
У місті Намянджу, Південна Корея, пройшов фестиваль AsiO Gusto, який об'єднує мережу Slow Food в Азії і Океанії.
Карло Петріні отримав найвищу нагороду ООН в області захисту навколишнього середовища («Чемпіони Землі»).
2014 — Пройшла перша зустріч Slow Meat в Денвері, США.
Десятий Салон Смаку об'єднався з десятою річницею мережі Терра Мадре і вилився в спільний захід в Турині.
Програма BBC Food Programme виступила в якості медіа-партнера головного проекту заходи, Ковчег смаку.
2015 — Створено асоціацію Slow Food Великий Китай.
Slow Food взяв участь в ЕКСПО 2015 у Мілані. Павільйон Slow Food на Всесвітній виставці звернув увагу відвідувачів на біорізноманіття, городи, сири з пастеризованого молока і традиційне вино.
3-6 жовтня відбулася зустріч молоді Terra Madre We Feed The Planet, яка об'єднала 2500 молодих фермерів з усього світу, які зібралися для перегляду майбутнього продуктів харчування.
З 3 по 7 листопада в Шиллонзі (Мегхалая, північно-східна Індія) пройшла зустріч Терра Мадре корінних народів.
З 12 по 13 грудня у Кракові, Польща, пройшов Фестиваль Slow Food — Центральна Європа.
2016 — У травні ФАО ООН назвала Карло Петріні Спеціальним послом програми «Нульовий голод» для Європи.
З 2 по 5 червня в Тирані, Албанія, пройшла зустріч Терра Мадре Балкани.
Вперше зустріч Терра Мадре Салон Смаку була організована під відкритим небом з 22 по 26 вересня в Турині. Захід відвідало понад півмільйона людей.
Slow Food провів кампанію по збору коштів «Люби Землю, захисти майбутнє».
2018 — у вересні в Турині пройшов черговий Salone del Gusto Terra Madre, що зібрав рекордну кількість учасників.

## Місія
Основною місією Slow Food є згуртування ентузіастів, які виробляють, трансформують та розподіляють продукти харчування відповідно до принципів екологічної стійкості та підтримки традиційних знань.

## Цілі
Засновник і президент Slow Food Карло Петріні вважає, що «кожен має право на добру, чисту та чесну їжу». Добра їжа означає якісний продукт з повним смаком; чиста їжа, що означає природність у виробництві та транспортуванні товару; чесна їжа означає адекватне ціноутворення та піклування як про споживачів, так і про виробників.

## Філософія
Смачно. Свіжі і ароматні сезонні продукти, які приємні для органів чуття і є частиною місцевої культури.
Чисто. Виробництво і споживання продуктів харчування, яка не завдає шкоди навколишньому середовищу, добробуту тварин і здоров'ю людини.
Чесно. Доступні ціни для споживачів, справедлива оплата та гідні умови праці для виробників.

## Напрямки діяльності

### Стійка продовольча система
Відповідно до третьої частини SCAR Foresight Exercise (постійна комісія з сільськогосподарських досліджень): "Радикальні зміни в споживанні продуктів харчування та виробництві в Європі є неминучими для вирішення проблем дефіциту, і це робить Європейську аграрно-продовольчу систему більш стійкою в умовах зростаючої нестабільності та інших несподіванок. Slow Food переконана, щоб домогтися радикальних змін у продовольчій системі, потрібно працювати згідно Загальної Політики Стійкої Продовольчої системи ЄС.
Мається на увазі, перехід до європейської продовольчої політики, яка стосується не тільки виробництва продуктів харчування, сільського господарства та торгівлі, а й самих продуктів харчування і якості навколишнього середовища, землі та управління ресурсами, екології, соціальними і культурними цінностями і всього сільськогосподарського сектора і продовольчого ринку. Вона вважає, що ця нова європейська політика повинна ґрунтуватися на цінностях збереження біорізноманіття, сталого розвитку, збереження природних ресурсів і всебічного розвитку.
Таким чином, система їжі, яку ми потребуємо є такою:
- Екологічно стійка: зберігає якість і відновлює природні ресурси з плином часу, зберігає біологічне різноманіття і гарантує цілісність екосистем.
- Економічно стійка: генерує довгостроковий дохід і робочі місця, досягає екологічної ефективності, а також забезпечує конкурентне середовище, де якість переважає над кількістю і ціни відображають справжню цінність їжі.
- Соціально-культурно стійка: гарантує чесний доступ до основних прав (безпека, охорона здоров'я, освіта тощо) і умов благополуччя (освіти, суспільних відносин і т. д.) в рамках спільноти, надає можливості для створення і розвитку внутрішніх і зовнішніх відносин за участю спільноти, і визнає культурну цінність продукту.

Всі ці аспекти стійкості не можна розглядати окремо. Вони тісно пов'язані між собою і повинні бути проаналізовані з використанням комплексного, цілісного підходу.

### Біорізноманіття
Біорізноманіття це сукупність екосистем і живих істот, тварин і рослин, що населяють нашу планету:
- Має життєво важливе значення для виживання людського роду і досягнення продовольчої безпеки;
- Є однією з основ людського існування, яка надає всі необхідні ресурси: продукти харчування, волокна, повітря, воду та ін.;
- Дозволяє розробляти і розвивати сільське господарство і сільськогосподарську техніку, вдосконалювати методи збору і обробки продуктів, методи приготування і споживання їжі, а також традиційні національні обряди.
- Тісно пов'язане з колективною ідентичністю;
- Дозволяє виживати за рахунок адаптації до навколишнього середовища і змін клімату.

Slow Food завжди сприяла захисту біорізноманіття, звертаючи увагу не тільки на диких тварин, а й на домашні види (результат багатьох років селекції фермерами і скотарськими спільнотами), а також традиційні методи переробки продуктів (результат знань, які передавалися поколіннями).
Slow Food допомагає захистити біорізноманіття шляхом поширення знань, відтворення традиційних продуктів, місцевих порід і сортів овочевих культур і екотипів, і підтримує харчовий ланцюжок — вирощує, виводить, переробляє.

### Відповідальне споживання
Їжа є унікальним активом, але поки вона не має своєї духовної, культурної та нематеріальної цінності, то їжу розглядають тільки як продукт споживання.
В системі харчових продуктів все більше домінує логіка ринку, вона встановила переконання, що їжа повинна бути доступна, незалежно від її внутрішньої цінності. Ця культурна модель, в якій єдиним орієнтовним критерієм є ціна, викликала бум агропродовольчого бізнесу, поставляє велику кількість дешевої їжі, на шкоду дрібним фермерам. Ета система порушила зв'язок між тими, хто виробляє їжу і тими хто споживає її, в результаті чого:
- знижене почуття взаємної відповідальності;
- зникнення фундаментальної бази знань;
- неможливість для споживачів отримати доступ до інформації.

Slow Food прагне повернути назад логіку системи, в якій харчова цінність була витіснена низькими цінами на продукти харчування шляхом:
- відновлення відносин між виробником і споживачем;
- відновлення значущості продуктів харчування;
- гарантії того, що ціна відповідає якості продукту.

Slow Food вважає, що споживачі можуть використовувати свою купівельну спроможність, таким чином впливаючи на методи виробництва і поставок. Slow Food вважає, що споживачі повинні проявляти активний інтерес до їжі і людям, які виробляють її, на методи, які вони використовують і проблеми, з якими вони стикаються. Slow Food вважає, що споживачі повинні активно підтримувати виробників, і, таким чином, відігравати провідну роль у виробничому процесі.

### Кліматичні зміни
Кліматичні зміни є однією з найскладніших проблем, з якими Європі та іншим країнам світу доводиться стикатися. Бездіяльність може привести до
- Величезних збитків для економіки планети;
- Небезпеки для здоров'я населення;
- Збільшення бідності;
- Загострення конфліктів за доступ до природних ресурсів, зокрема, до води;
- Екологічної міграції;

Основною причиною зміни клімату є продовольча система, в якій сільське господарство, виробництво продуктів харчування, транспорт і маркетинг споживають більше енергії з природних копалин, ніж будь-який інший промисловий сектор.
Парниковий ефект і забруднення навколишнього середовища були укріплені системою харчової промисловості, шляхом інтенсивного розвитку ферм, які викидають величезні кількості забруднюючих речовин в атмосферу. Всі ці фактори викликають руйнівний внесок в зміни клімату.
Slow Food вважає, що одним із способів боротьби і запобігання зміни клімату є відхід від агропродовольчих і індустріальних харчових систем, і впровадження стійких методів введення сільського господарства.
Тип господарства, яке пропагує Slow Food:
- В меншій мірі залежить від викопних видів палива;
- Приймає методи, призначені, для збереження вологи і діоксиду вуглецю в ґрунті;
- Запобігає ерозіям ґрунтів;
- Сповільнює опустелювання;
- Управляє водними ресурсами з більшою ефективністю.

Сільське господарство такого роду внесло б значний внесок в боротьбу проти змін клімату.

### Бджоли
Популяції медоносних бджіл, як диких, так і штучно виведених, несуть великі втрати в Європі, США, а також Африці, Японії, Тайвані та Бразилії.
У Європі, за оцінками, смертність бджіл була стабільною, на рівні близько 20 %, в той час, як в США за останні роки смертність бджіл перевищила 40 %. Поряд з бджолами, демонструють вражаючі цифри, і інші комахи-запилювачі — джмелі, метелики і молі.
Slow Food закликає діяти, тому що:
- Без запилення бджолами, велика кількість диких і культурних видів рослин не зможуть існувати, і наша їжа стане набагато біднішою і менш різноманітною. Тільки в Європі було підраховано, що 84 % з 264 культивованих видів залежать від запилення комахами, і 4000 різних культур вирощуваних завдяки бджолам.
- Без запилення і зі зникненням природного ботанічного біорізноманіття, вся гідрогеологічна система нашої планети різко дестабілізується. Втрата запилення має наслідки не тільки від наявності їжі, але і для виживання ботанічних елементів, які мають вирішальне значення для екологічної рівноваги і життєвих форм, які залежать від них.

### Насіння
Вибір і виробництво насіння, означає продовження циклу народжуваності і забезпечення наявності посівів на наступний рік. Оскільки відбір насіння тягне за собою вибір найкращих плодів, цей процес допомагає поліпшити рослини і сорти насіння, які, рік за роком, будуть продовжувати прогресувати з точки зору врожайності і здатності до проростання. Безперервне зростання промислового сільського господарства і необхідність уніфікації, гомогенізації і зосередженості на прибутку, привело до згущення видів, які вирощуються і скорочуються кількості сортів, що є жахливою втратою для біорізноманіття рослин. Варто поглянути на показники, щоб краще зрозуміти цю тенденцію: існує 80000 видів насіння, доступних для виробництва продуктів харчування, але тільки 150 вирощуються в даний час, 8 з яких продаються в глобальному масштабі.
Законопроект ЄС з цього питання в даний час складається з 12 директив. Створених в 60-х і 70-х роках, і які мають подвійну мету: підвищення врожайності сільськогосподарських культур завдяки правових гарантій системи розподілу високоврожайних сортів (за допомогою сертифікації та офіційної реєстрації) і захист покупців від потенційних шахраїв. У спробі відновити і спростити ці директиви, в 2013 році Європейська комісія висунула пропозиції щодо регулювання в галузі виробництва і поставок на ринок. Ці пропозиції були відхилені в 2014 році Парламентом ЄС, який вимагав від Комісії сформулювати нові пропозиції, які враховують всі особливості кожної держави-члена та забезпечують реальні поліпшення для виробників, споживачів і навколишнього середовища.
Slow Food сподівається, що новий закон про насіння, який поєднує в собі виробництво і наявність високоякісного насіння, буде ефективно захищати біорізноманіття. Новий закон повинен звернути увагу на традиційні насіння, на їх зв'язок з територією і традиційними знаннями, що дозволяє обмін сортами між дрібними виробниками, між виробниками і любителями при регулюванні їх продажу на основі адекватних і не кримінальних реквізитів. Нормативи повинні сприяти роботі тих, хто вирощує різноманітність і повинні надавати можливість для підтримки фермерів, які є зберігачами зареєстрованих сортів, в знак визнання тієї ролі, яку вони відіграють у збереженні біорізноманіття сільського господарства та виробництва.
Традиційні і спадкові сорти слід заохочувати, одночасно забезпечуючи при цьому всі необхідні тести і перевірки для безпеки споживачів. Зокрема, Slow Food виступає за правові норми державної політики: Підтримка міжнародних угод, ратифікованих Європейським Союзом, з особливим урахуванням Міжнародного договору про генетичні ресурси рослин для виробництва продовольства і ведення сільського господарства Продовольчої і сільськогосподарської організації (ПСО);
- Захист різноманітності, шляхом добровільної та безкоштовної реєстрації сортів насіння;
- гарантія безпеки контролю за наявністю традиційних насіння на ринку, вводячи ряд вимог, заснованих на різних методах рослинництва і насінництва;
- Не обмеження свободи обміну традиційним насінням і заохочення почуття відповідальності серед тих, хто займається насінням.

### Харчові відходи
Харчові відходи є глобальною проблемою, оскільки вона включає в себе кожен етап ланцюжка поставок продовольства і залишає майже один мільярд людей голодними і в багатьох випадках, позбавленими землі. Це найочевидніша ознака спотворення і нестабільності продовольчої системи, яка розглядає їжу, як і товар, позбавлений всіх культурних, соціальних і екологічних цінностей на всіх етапах ланцюжка поставок сільськогосподарської продукції.
Ідея Slow Food заснована на централізованності їжі, і в особистих і в суспільних сферах, для величезної цінності, яку вона представляє, з економічної, екологічної, соціальної, і культурної точки зору. Харчові відходи неприпустимі і боротьба з ними є фундаментальним аспектом місії Slow Food.
Для того, щоб змінити курс і боротися з харчовими відходами, треба спочатку чітко розібратися в її причинах, оцінити їх, і запитати кожна зацікавлена особа, від виробників до установ, від громадян до роздрібних продавців, і працювати над знищенням системи, яка в даний час знаходяться на одному місці.

### Маркування
Slow Food завжди наголошувала на важливості чіткого маркування харчових продуктів. Чітке маркування дозволяє споживачам приймати обґрунтовані рішення, а виробникам підкреслити специфічні якості їх продукції.
Високо оцінюючи загальний характер Правил ЄС № 1169/2011, а також беручи до уваги важливі зміни, які були внесені, Slow Food продовжує наголошувати про відсутність більш докладних відомостей, які можуть вказати на реальні якості того чи іншого продукту, який дозволив би споживачам робити більш усвідомлений вибір.
Таким чином, для того, щоб запропонувати споживачам більш повну і прозору інформацію, Slow Food запустив проект «Етикетка з повідомленням». Етикетка з повідомленням не замінює обов'язкової законної етикетки, а лише доповнює її, надаючи додаткову інформацію щодо сортів рослин і порід тварин, методи культивування та обробки, райони походження, добробут тварин, а також поради щодо зберігання та використання.
Slow Food крок за кроком, впроваджує етикетки з повідомленнями серед європейських виробників, пропонуючи їм практичні приклади їх застосування. Етикетка з описом — це спосіб повернути продукції конкурентоспроможну вартість, виходячи з їх достовірних відмінностей в порівнянні з продуктами, які не мають етикеток з описом.

### Рибальські спільноти \\ Рибна промисловість
Рибальські спільноти є частиною вразливих екосистем, які Slow Food закликає захищати.
Рибальство є особливо важливим питанням, через те, що:
- добробут океанів має вирішальне значення для нашого виживання на цій планеті;
- океани дуже чутливі і дуже впливають на всі сфери людської діяльності, будь то наземна або водна сфери (дізнатися більше про це можна на сайті компанії Slow Fish);
- велика частка світового населення, що проживає в прибережних районах зростає (44 % населення);
- рибальство передбачає збір врожаю з диких запасів з невідомої середовища;
- водні екосистеми дуже складні для розуміння і контролю;
- більша частина їжі, яку ми отримуємо з моря не дотримується національних кордонів (велика риба в основному мігрант і плаває через безліч різних територіальних вод).

Все це означає, що всі проблеми, що зачіпають океани і землю тісно взаємопов'язані і не можуть бути вирішені без координації зусиль всіх груп населення, в усіх країнах і на різних напрямках.
Асоціація Slow Food закликає контролювати і реалізувати реформи Спільної Політики у Рибній Промисловості, які недавно були схвалені ЄС, для:
- Боротьби з інтенсивним розвитком аквакультури, яка завдає шкоди екосистемам;
- Розвитку систем управління рибного господарства, які включають і розширюють права і можливості риболовецьких спільнот;
- Інформування споживачів про можливості зробити добродіяльності дієвий вибір, для захисту наших морів.

### Захист тварин
Щорічно добробут мільйонів тварин, вирощених для видобутку м'яса, молока і яєць, і подальшого споживання людиною опиняється під загрозою.
Дані ПСО (Продовольча і сільськогосподарська Організація) вказують, що близько 1 мільярда людей залежать від тварин, як джерела доходу, продовольчої та культурної ідентичності та соціального статусу. Підраховано, що 60 % сімей, які проживають в сільській місцевості утримують тварин.
У 2007 році, Лісабонський договір, підписаний країнами ЄС офіційно визнав тварин як живих істот, і заявив, що держави-члени повинні в повному складі приймати рішення щодо захисту тварин. Тварини платять жорстку ціну в нинішній системі. Агропромислові ферми перетворюють тварин на машини для виробництва товарів споживання. Вони замкнуті у вузьких клітках або маленьких площах, в яких вони проводять коротку, але повну болю життя. Життя в цих умовах робить тварин більш схильними до хвороб. У багатьох великих господарствах, тваринам зазвичай вводять вакцини і антибіотики, що, в свою чергу, становить загрозу для тих, хто споживає м'ясо. Тільки в США 80 % вакцин, вироблені для тваринницького сектора, а також дані в Німеччині показали, що антибіотики для застосування у ветеринарії використовуються щорічно понад 1700 тонн, в порівнянні з близько 300 тонн для людини.
З початку 90-х років, Європейський Союз відіграє провідну роль у створенні законів про захист тварин. Багато що було досягнуто за ці роки: розведення домашньої птиці в інкубаторі було заборонено, так як клітини вагітності для свиноматок (після перших тижнів вагітності) і використання мотузки для свиноматок і телят. Суть проблеми залишається та ж, фактична реалізація норм.
Друга Стратегія Європейського Союзу щодо захисту і благополуччя тварин була прийнята в 2012 році і планує тривати і в 2015 році. Хоча в документі підкреслюється, що ЄС прагне до вирішення цього питання, багато районів не брали участь, і в багатьох випадках зараз ми маємо серйозні не вирішено питання:
- Транспортування тварин: в даний час законодавство допускає, щоб тварини були перевезені протягом декількох днів. У той час як групи, що захищають права тварин відстоюють ліміт перевезення — 8 годин. Slow Food вважає це неприйнятним довгим часом транспортування.
- Корови, що дають молоко: в даний час не існує закону, що регулює добробут корів, які використовуються в молочній промисловості.
- Антибіотики: потрібна стратегія для істотного скорочення використання антибіотиків у тваринництві.
- Клоновані тварини: існує чітка заборона на продаж м'яса від клонів і їх потомство ще належить поставити на місце.
- Маркування: не існує ніякої системи маркування, роблячи більш лояльну систему захисту тварин, ми забуваємо про важливість маркування, споживачеві важко зробити свій вибір, коли той не має поняття ніж харчувалася тварина, не вживала воно ГМ кормів та ін.

Slow Food переконана, що необхідно узгодити всі положення продовольчої політики на рівні ЄС, і в зв'язку з цим, сподівається, що спільними заходами аграрної політики щодо захисту тварин, буде надаватися реальна підтримка фермерів. Зокрема необхідно ввести заходи, які враховують вартість захисту тварин, підтримуючи фермерів, які добровільно приймають рішення поліпшити їх стандарти, не передбачені законом. Slow Food і далі буде прагнути до повного визнання захисту тварин як елемента майбутньої стратегії ЄС про стійкою системі продовольчого забезпечення.
Опитування Slow Food про споживання м'яса і тварин відзначили, що 89 % опитаних вважають, що захист тварини не отримує достатньої уваги в політиці своєї країни. Члени Ради також закликали Slow Food вжити заходів щодо підвищення рівня обізнаності державних органів і підтримки виробників, які працюють, щоб поліпшити стан своїх тварин.

### Сільське господарство
Slow Food пропагує модель ведення сільського господарства, засновану на відродженні місцевого значення сільського господарства, короткому ланцюгу дистрибуції, і локально замкнутих циклів виробництва і споживання. Це модель, яка визначає пріоритети родючості ґрунтів, присутність людей в сільській місцевості та збереження біорізноманіття.
Slow Food сприяє продовольчій системі, спрямованої на досягнення нової рівноваги між наявними природними ресурсами, вимогами суспільства і виробництва сільськогосподарської продукції.
З цієї причини, вона сприяє сільськогосподарському виробництву, заснованому на традиційних продуктах з міцним зв'язком з їх місцевістю. Їхнє просування означає цінувати місцеві біотичні компоненти, збереження природних умов існування і ландшафту, місцевого генетичного спадщини, збереження системи підземних вод, охорони і захисту місцевих районів, його жителів і історико-культурної спадщини.
З цієї точки зору, Slow Food сприяє Європейській продовольчій системі на основі дрібносерійного виробництва харчової та місцевої економіки, запропонувавши такі заходи підтримки, в тому числі:
- перегляд деномінації походження, з введенням суворих критеріїв стійкості, якості, зв'язків з землею, історичної значимості та збереження біорізноманіття.
- спрощення умов і бюрократії, необхідних для старту і запуску дрібносерійного виробництва продуктів харчування.
- стимули для виробників, які захищають традиційне і місцеве біорізноманіття та традиційність сільськогосподарських ландшафтів.
- сприяння обміну інформацією та знаннями між дрібними виробниками.
- створення навчальних програм з оптимізації агротехнічних, методами переробки та маркетингу.
- створення каналів збуту для малих і середніх підприємств, заохочення фермерських ринків, ярмарків, груп, які купують і споживають, які зобов'язуються самостійно підтримувати місцеве сільське господарство.
- система мотивації для тих, хто поєднує сільськогосподарське виробництво з освітньої, культурної та туристичної діяльністю, які заохочують розуміння навколишнього середовища і сільського господарства.

Slow Food до того ж, вимагає терміново впровадити принципи агроекології в сільськогосподарське виробництво.
Агроекологія заснована на збереженні та управлінні сільськогосподарськими ресурсами, за допомогою участі традиційних знань та адаптації до місцевих умов. Одна з найбільших проблем агроекології — агробіорізноманіття, що вважається основним компонентом агроекосистеми і є джерелом екосистемних послуг.

### Взаємодія
Бачення Slow Food про співпрацю та розвиток базується на продуктах харчування в якості рушійної сили для змін. Воно являє собою цілісний підхід, який централізує їжу, але включає в себе і інші питання, біорізноманіття та охорона навколишнього середовища, розвиток місцевих громад та їх традицій і культури, справедливу винагороду для виробників, як правило, розглядається як окреме питання.
Slow Food вважає, що шляхом захисту своїх харчових продуктів, сортів рослин та порід тварин, також можливо, щоб захистити суспільство.
Внаслідок чого був введений термін «Продовольчі спільноти», який описує багато професій і спеціальностей, задіяних у виробництві продуктів харчування і логістичного ланцюга від вкладників насіння, кухарів, фермерів і рибалок, до диких складальників, скотарів, науковців та інших.
Зараз продовольчі спільноти існують в більш ніж 130 країнах, які об'єдналися в Мережу, під гаслом «Взаємодія».

## Slow Food в Україні

### Проекти в Україні

#### «Насіннєва скарбниця»
Українська громадська організація.
Головна мета Спільноти «Насіннєва скарбниця»: зберігати унікальну рослинну різноманітність України, сприяти локальному розповсюдженню рослин, які мають природній імунітет та унікальні властивості (смакові, продовольчі, лікарські, захисні, декоративні та інші), які під загрозою зникнення та витіснення індустріальними культурами та сортами.
На наших насіннєвих ярмарках відбувається обмін насінням та посадковим матеріалом автентичних, зникаючих, унікальних для України культур та сортів рослин.
Категорії культур: плодові та ягідні, овочеві, зеленні, лікарські, пряно-ароматичні рослини, технічні, сидеральні, медоносні, ефіроносні, енергетичні, олійні, кормові нетрадиційні.
Це події, де ми зустрічаємось для спілкування, обміну досвідом та насінням.
Ми обмінюємось інформацією про насіння від:
- дослідних станцій та науково-дослідних інститутів,
- органічних сертифікованих фермерів (по органічним стандартам: не ГМО, не оброблене, ідентифікований сорт, якісні властивості),
- колекцій монастирів,
- сорти народної селекції,
- фамільні сорти.